# سیارک ۱۸۹۴۳
سیارک ۱۸۹۴۳ (به انگلیسی: 18943 Elaisponton، نامگذاری:2000QA55) هجده هزار و نهصد و چهل و سومین سیارک کشف شده‌است که در ۲۵ اوت ۲۰۰۰ کشف شد.
قدر مطلق سیارک برابر ۱۶.۲ است.